# 꽃 피어라 달순아!
《꽃 피어라 달순아!》는 2017년 8월 14일부터 2018년 2월 9일까지 방영된 KBS 2TV TV소설이다.

## 기획 의도
아버지를 죽인 원수를 아버지로 알고 자랐고, 그 때문에 다시 버려져야 했던 달순이 과거의 진실을 밝히고 구두장인으로 성공하는 이야기를 담은 휴먼 드라마

## 등장인물
- (†) 표시는 드라마 상에서 최종적으로 사망한 인물이다.

### 주요 인물
- 홍아름 : 고달순 (한은솔 / 이은솔) 역 (아역 : 엄채영) - 이재하와 송연화의 딸, 구두 디자이너, 훗날 구두 장인
- 윤다영 : 한홍주 (고정옥) 역 (아역 : 최명빈) - 한태성과 고달례의 딸, 송연화의 양딸, 송인제화 구두 디자이너
- 송원석 : 정윤재 역 (아역 : 길정우) - 정선기의 아들, 미령의 의붓 아들 ,한강피혁 과장
- 강다빈 : 서현도 역 (아역 : 최권수) - 서봉식과 안추자의 아들, 클럽 미라클의 사장

### 송인제화
- 임호 : 한태성 역 † - 고달순(한은솔 / 이은솔)의 양아버지, 친일파, 한홍주의 생부
- 박현정 : 송연화 역 - 고달순(한은솔 / 이은솔)의 생모, 한홍주(고정옥)의 양어머니
- 김민희 : 한태숙 역 - 고달순(한은솔 / 이은솔)과 한홍주(고정옥)의 고모, 한태성의 동생

### 한강피혁
- 최재성 : 정선기 역 - 정윤재의 아버지
- 조은숙 : 서미령 역 - 정윤재의 새어머니 서봉식 누나 서현도 서현정 고모
- 홍일권 : 서봉식 역 - 서현도와 서현정의 아버지, 안추자의 전남편
- 이민지 : 서현정 역 (아역 : 조아인) - 서현도의 동생

### 분이네
- 김영옥 : 분이 역 † - 고달순(한은솔 / 이은솔)의 양어머니, 한홍주(고정옥)의 외할머니, 고달례의 어머니 (4회 ~ 101회)
- 배도환 : 정충기 역 - 이재하의 독립운동 후배, 정복남의 아버지, 정선기 동생 (1회 ~ 91회)
- 최완정 : 안추자 역 - 서현도와 서현정의 어머니
- 정하윤 : 정복남 역 (아역 : 이주원) - 정충기의 아들, 미라클 웨이터

### 그 외 인물
- 유지연 : 고달례 역 - 한홍주(고정옥)의 생모, 분이의 딸, 태성의 첩
- 김진서 : 김한수 역 - 송연화의 사촌오빠
- 이명호 : 오길상 역 - 한태성의 비서
- 백재진 : 나카무라 역 - 과거 일본순사
- 권진란 : 김영희 역
- 이채민 : 정윤재의 어머니 역
- 김선은 : 잡지사 기자 역
- 김가란 : 하미애 역
- 정두겸 : 이준필 역
- 황범식 : 도 회장 역
- 박용 : 국회의원 역
- 서진욱 : 국회의원 역
- 이금주 : 권술아 선생님 역
- 신우철 : 스티브 정 역
- 전은미 : 서현정의 담임선생님 역
- 서광재 : 판사 역
- 하민 : 장 여사 역
- 옥주리
- 유옥주
- 최화영
- 성찬호
- 김희열
- 이중열
- 신재도
- 박원희
- 이진화
- 이세랑
- 김진옥
- 김도겸
- 김명중
- 서병덕
- 육영수
- 김도겸
- 홍성호
- 임용순
- 강철성
- 홍석연
- 김경룡
- 김광인
- 민준현
- 윤복성
- 김태영
- 이재욱
- 김미혜
- 나석민
- 최윤준
- 김진국
- 임준호
- 유필란
- 장준호
- 김기범
- 강정혁
- 임성표
- 정성욱
- 유병선
- 이혁
- 장현석
- 윤덕용
- 박성균
- 심훈
- 정병호
- 김준원
- 변우종
- 최현수
- 김은진
- 장문석
- 최승원
- 신비

### 특별출연
- 정영숙 : 최금선 역 - 송연화의 어머니, 고달순(한은솔 / 이은솔)의 외할머니 (1회 ~ 15회)
- 최철호 : 이재하 / 켄타 (이재열) 역 - 고달순(한은솔 / 이은솔)의 생부 (1회 ~ 3회 , 92회 ~ 마지막회)
- 김하균 : 김 집사 역 (1회 ~ 3회 , 8회 ~ 9회)
- 유승봉 : 술집 사장 역 (3회 , 10회)

## 결방 사유 및 연장
- 2017년 10월 4일 : 《불후의 명곡 - 전설을 노래하다》 재방송으로 인한 결방.
- 꽃 피어라 달순아! 방영 분량이 120부작에서 9회 연장되어 129부작으로 변경 및 확정되었다.

## 같이 보기
- 대한민국의 텔레비전 드라마 목록 (ㄱ)
- 2017년 대한민국의 텔레비전 드라마 목록